# أشعار بكتيرية

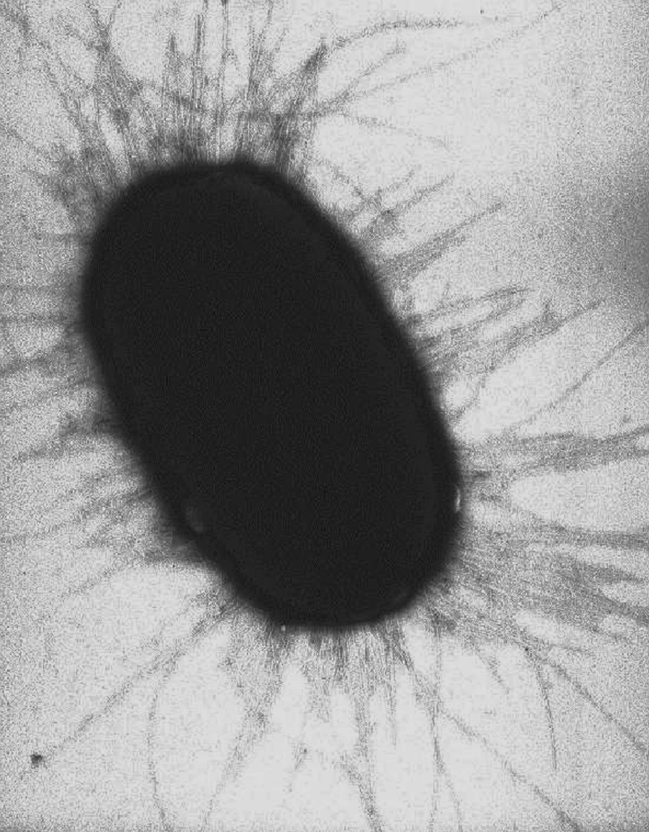

الأشعار البكتيريّة (بالإنجليزية: Pilus)‏ هي جزيئات بكتيريّة موجودة على سطح بعض أنواع البكتيريا. يبلغ قطر الشّعرة الواحدة 6-7 نانومترات تقريبا. تساعد هذه الأشعار البكتيريا على التّثبّت على سطح صلب إضافة إلى عمليّات أخرى.